# Luís do Espírito Santo
Luís do Espírito Santo foi um professor, filósofo e tradutor português.
Fazia parte do grupo Filosofia Portuguesa e do movimento “57”.
Colaborou na Revista Espiral - Cadernos de Cultura de António Quadros.

## Obra
- O amor em debate: diálogo - ensaio; Ésquilo, 1998
- Estudos comparativos - Henri Bergson / Leonardo Coimbra, Ésquilo, novembro de 2012
- Vivências: cartas da América, Ésquilo, 1998

### Tradução
- A república / Platão; Guimarães Editores, 1965[4]